# 阿塔謝希爾
阿塔謝希爾（土耳其語：Ataşehir）是土耳其伊斯坦堡的39個區之一，位於博斯普魯斯海峽以東的亞洲部份，面積25.8平方公里，人口425,094人。

阿塔謝希爾